# خوسيه أنطونيو دايز
خوسيه أنطونيو دايز (بالإسبانية: José Antonio Díez)‏ هو دراج إسباني، ولد في 13 أغسطس 1982.

## وصلات خارجية
- خوسيه أنطونيو دايز على موقع أرشيف الدراجات (الإنجليزية)
- خوسيه أنطونيو دايز على موقع إحصائيات الدراجات الإحترافية (الإنجليزية)